# Tiniteqilaaq

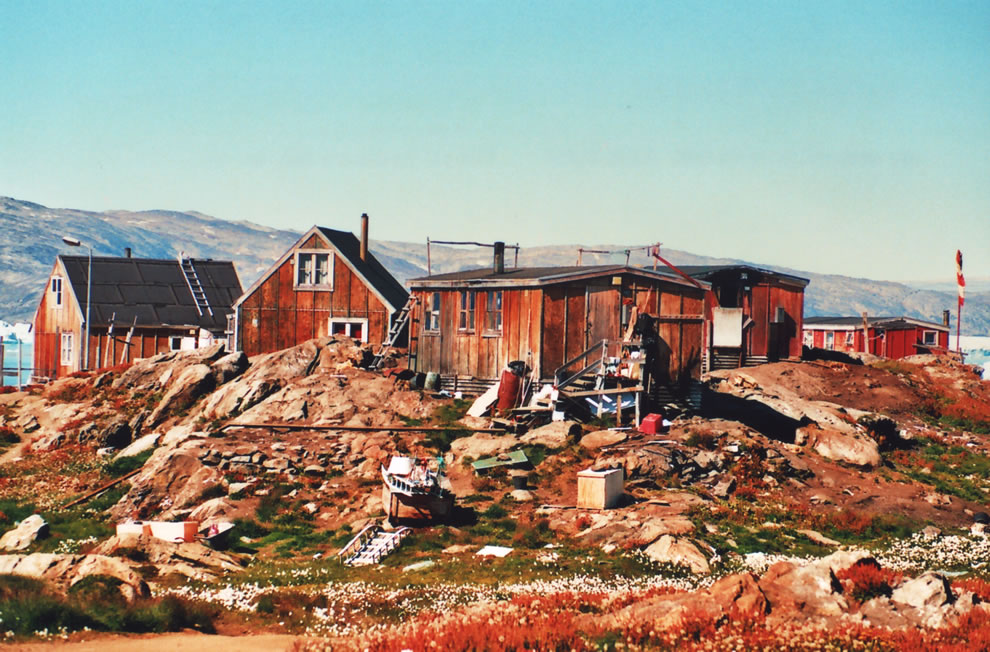
Hus i Tiniteqilaaq.

Tiniteqilaaq, från år 2015 Tiilerilaaq, är en bygd i Sermersooqs kommun i före detta amtet Tunu. Bygden har cirka 200 invånare och ligger 40 kilometer norr om Tasiilaq.
Tineteqilaaqs kommunikationer med omvärlden består främst av Air Greenlands helikopterturer året runt till Tasiilaq.